# Campionato mondiale femminile under 18 di pallavolo 2017
Il campionato mondiale femminile under 18 di pallavolo 2017 si è svolto dal 18 al 27 agosto 2017 a Rosario e Santa Fe, in Argentina: al torneo hanno partecipato venti squadre nazionali under 18 e la vittoria finale è andata per la seconda volta consecutiva all'Italia.

## Qualificazioni
Al torneo hanno partecipato: la nazionale del paese organizzatore, quattro nazionali asiatiche e oceaniane, tutte qualificate tramite il campionato continentale 2017, sei nazionali europee, tutte qualificate tramite il campionato continentale 2017, quattro nazionali nordamericane, due qualificate tramite il campionato continentale 2016 e due tramite la Coppa panamericana under 18 2017, tre nazionali sudamericane, due qualificate tramite il campionato continentale 2016 e una tramite la Coppa panamericana under 18 2017, e due nazionali meglio classificate nel FIVB World Rankings tra quelle non qualificate.

## Impianti
|                                                                                         |                                                                               |  |
|                                                                                         |                                                                               |  |
| Estadio Cubierto Newell's Old Boys Città: Rosario Capienza: 7 500 Anno d'apertura: 1982 | Estadio Ángel Malvicino Città: Santa Fe Capienza: 7 000 Anno d'apertura: 1998 |  |

## Regolamento

### Formula
Le squadre hanno disputato una prima fase a gironi con formula del girone all'italiana; al termine della prima fase:
- Le prime quattro classificate di ogni girone hanno acceduto alla fase finale per il primo posto strutturata in ottavi di finale, quarti di finale, semifinali, finale per il terzo posto e finale.
- Le quattro sconfitte agli ottavi di finale della fase finale per il primo posto hanno acceduto alla fase finale per il quinto posto strutturata in semifinali, finale per il settimo posto e finale per il quinto posto.
- Le otto sconfitte agli ottavi di finale della fase finale per il primo posto hanno acceduto alla fase finale per il nono posto strutturata in quarti di finale, semifinali, finale per l'undicesimo posto e finale per il nono posto.
- Le quattro sconfitte ai quarti di finale della fase finale per il nono posto hanno acceduto alla fase finale per il tredicesimo posto strutturata in semifinali, finale per il quindicesimo posto e finale per il tredicesimo posto.
- L'ultima classificata di ogni girone ha acceduto al girone per il diciassettesimo posto giocato con formula del girone all'italiana.

### Criteri di classifica
Se il risultato finale è stato di 3-0 o 3-1 sono stati assegnati 3 punti alla squadra vincente e 0 a quella sconfitta, se il risultato finale è stato di 3-2 sono stati assegnati 2 punti alla squadra vincente e 1 a quella sconfitta.
L'ordine del posizionamento in classifica è stato definito in base a:
- Numero di partite vinte;
- Punti;
- Ratio dei set vinti/persi;
- Ratio dei punti realizzati/subiti;
- Risultati degli scontri diretti.

## Squadre partecipanti
| Squadra         | Qualificazione                                      | Ultima partecipazione |
| --------------- | --------------------------------------------------- | --------------------- |
| Argentina       | Paese organizzatore                                 | Perù 2015             |
| Bielorussia     | 3ª al Campionato europeo under 18 2017              | Macao 2005            |
| Brasile         | 1ª al campionato sudamericano under 18 2016         | Perù 2015             |
| Cina            | 2ª al campionato asiatico e oceaniano under 18 2017 | Perù 2015             |
| Colombia        | 1ª alla Coppa panamericana under 18 2017            | Debutto               |
| Corea del Sud   | 3ª al campionato asiatico e oceaniano under 18 2017 | Perù 2015             |
| Cuba            | 2ª alla Coppa panamericana under 18 2017            | Perù 2015             |
| Germania        | 6ª al Campionato europeo under 18 2017              | Perù 2015             |
| Giappone        | 1ª al campionato asiatico e oceaniano under 18 2017 | Perù 2015             |
| Italia          | 2ª al Campionato europeo under 18 2017              | Perù 2015             |
| Messico         | 5ª alla Coppa panamericana under 18 2017            | Perù 2015             |
| Perù            | 2ª al campionato sudamericano under 18 2016         | Perù 2015             |
| Polonia         | 15ª nel ranking FIVB                                | Perù 2015             |
| Rep. Dominicana | 1ª al campionato nordamericano under 18 2016        | Perù 2015             |
| Russia          | 1ª al Campionato europeo under 18 2017              | Perù 2015             |
| Serbia          | 4ª al Campionato europeo under 18 2017              | Perù 2015             |
| Slovenia        | 5ª al Campionato europeo under 18 2017              | Thailandia 2013       |
| Stati Uniti     | 2ª al campionato nordamericano under 18 2016        | Perù 2015             |
| Thailandia      | 4ª al campionato asiatico e oceaniano under 18 2017 | Perù 2015             |
| Turchia         | 4ª nel ranking FIVB                                 | Perù 2015             |

## Torneo

### Fase a gironi
I gironi sono stati sorteggiati il 10 maggio 2017 a Rosario.
| Girone A      | Girone B    | Girone C   | Girone D        |
| ------------- | ----------- | ---------- | --------------- |
| Argentina     | Bielorussia | Colombia   | Cina            |
| Corea del Sud | Brasile     | Italia     | Giappone        |
| Cuba          | Messico     | Polonia    | Perù            |
| Germania      | Russia      | Serbia     | Rep. Dominicana |
| Slovenia      | Stati Uniti | Thailandia | Turchia         |

#### Girone A

##### Risultati
| 18 agosto 2017 Estadio Ángel Malvicino, Santa Fe Durata: 1h:21 - Spettatori: 400   | Slovenia | 3 - 0 | Corea del Sud | 25-16, 25-18, 26-24               |
| 18 agosto 2017 Estadio Ángel Malvicino, Santa Fe Durata: 1h:47 - Spettatori: 2 200 | Germania | 1 - 3 | Argentina     | 17-25, 23-25, 27-25, 14-25        |
| 19 agosto 2017 Estadio Ángel Malvicino, Santa Fe Durata: 1h:56 - Spettatori: 1 800 | Cuba     | 2 - 3 | Germania      | 22-25, 25-16, 25-22, 20-25, 10-15 |
| 19 agosto 2017 Estadio Ángel Malvicino, Santa Fe Durata: 1h:40 - Spettatori: 2 300 | Slovenia | 1 - 3 | Argentina     | 21-25, 20-25, 25-21, 18-25        |
| 20 agosto 2017 Estadio Ángel Malvicino, Santa Fe Durata: 1h:03 - Spettatori: 2 500 | Cuba     | 0 - 3 | Corea del Sud | 12-25, 17-25, 22-25               |
| 20 agosto 2017 Estadio Ángel Malvicino, Santa Fe Durata: 1h:16 - Spettatori: 3 200 | Slovenia | 0 - 3 | Argentina     | 21-25, 15-25, 10-25               |
| 21 agosto 2017 Estadio Ángel Malvicino, Santa Fe Durata: 1h:52 - Spettatori: 400   | Germania | 3 - 2 | Slovenia      | 19-25, 25-15, 25-12, 18-25, 15-10 |
| 21 agosto 2017 Estadio Ángel Malvicino, Santa Fe Durata: 1h:32 - Spettatori: 400   | Cuba     | 1 - 3 | Corea del Sud | 16-25, 18-25, 25-22, 9-25         |
| 22 agosto 2017 Estadio Ángel Malvicino, Santa Fe Durata: 2h:18 - Spettatori: 1 600 | Germania | 2 - 3 | Corea del Sud | 25-21, 25-18, 23-25, 23-25, 13-15 |
| 22 agosto 2017 Estadio Ángel Malvicino, Santa Fe Durata: 2h:11 - Spettatori: 3 500 | Cuba     | 2 - 3 | Argentina     | 25-23, 25-16, 20-25, 25-27, 11-15 |

##### Classifica
| Pos | Squadra       | Pt | G | V | P | SV | SP | Ratio | PF  | PS  | Ratio |
| --- | ------------- | -- | - | - | - | -- | -- | ----- | --- | --- | ----- |
| 1   | Argentina     | 11 | 4 | 4 | 0 | 12 | 4  | 3.000 | 377 | 317 | 1.189 |
| 2   | Slovenia      | 7  | 4 | 2 | 2 | 9  | 6  | 1.500 | 322 | 307 | 1.048 |
| 3   | Germania      | 5  | 4 | 2 | 2 | 9  | 10 | 0.900 | 395 | 393 | 1.005 |
| 4   | Corea del Sud | 5  | 4 | 2 | 2 | 6  | 9  | 0.666 | 305 | 328 | 0.929 |
| 5   | Cuba          | 2  | 4 | 0 | 4 | 5  | 12 | 0.416 | 327 | 381 | 0.858 |

#### Girone B

##### Risultati
| 18 agosto 2017 Estadio Ángel Malvicino, Santa Fe Durata: 1h:28 - Spettatori: 2 100 | Bielorussia | 3 - 0 | Brasile     | 25-18, 26-24, 25-14               |
| 18 agosto 2017 Estadio Ángel Malvicino, Santa Fe Durata: 1h:12 - Spettatori: 800   | Russia      | 3 - 0 | Messico     | 25-18, 25-14, 25-13               |
| 19 agosto 2017 Estadio Ángel Malvicino, Santa Fe Durata: 1h:12 - Spettatori: 300   | Stati Uniti | 0 - 3 | Russia      | 17-25, 20-25, 19-25               |
| 19 agosto 2017 Estadio Ángel Malvicino, Santa Fe Durata: 1h:17 - Spettatori: 250   | Bielorussia | 3 - 0 | Messico     | 25-19, 25-20, 25-14               |
| 20 agosto 2017 Estadio Ángel Malvicino, Santa Fe Durata: 1h:15 - Spettatori: 125   | Brasile     | 3 - 0 | Messico     | 25-17, 25-16, 25-19               |
| 20 agosto 2017 Estadio Ángel Malvicino, Santa Fe Durata: 1h:37 - Spettatori: 250   | Stati Uniti | 1 - 3 | Bielorussia | 20-25, 13-25, 25-21, 20-25        |
| 21 agosto 2017 Estadio Ángel Malvicino, Santa Fe Durata: 1h:16 - Spettatori: 250   | Russia      | 3 - 0 | Bielorussia | 25-18, 25-20, 25-19               |
| 21 agosto 2017 Estadio Ángel Malvicino, Santa Fe Durata: 1h:59 - Spettatori: 300   | Stati Uniti | 3 - 2 | Brasile     | 26-24, 19-25, 8-25, 25-19, 15-11  |
| 22 agosto 2017 Estadio Ángel Malvicino, Santa Fe Durata: 2h:11 - Spettatori: 3 500 | Stati Uniti | 3 - 2 | Messico     | 17-25, 24-26, 25-19, 30-28, 15-10 |
| 22 agosto 2017 Estadio Ángel Malvicino, Santa Fe Durata: 2h:18 - Spettatori: 1 500 | Russia      | 3 - 2 | Brasile     | 25-23, 23-25, 25-20, 20-25, 15-9  |

##### Classifica
| Pos | Squadra     | Pt | G | V | P | SV | SP | Ratio | PF  | PS  | Ratio |
| --- | ----------- | -- | - | - | - | -- | -- | ----- | --- | --- | ----- |
| 1   | Russia      | 11 | 4 | 4 | 0 | 12 | 2  | 6.000 | 333 | 260 | 1.280 |
| 2   | Bielorussia | 9  | 4 | 3 | 1 | 9  | 4  | 2.250 | 304 | 262 | 1.160 |
| 3   | Stati Uniti | 4  | 4 | 2 | 2 | 7  | 10 | 0.700 | 338 | 383 | 0.882 |
| 4   | Brasile     | 5  | 4 | 1 | 3 | 7  | 9  | 0.777 | 337 | 329 | 1.024 |
| 5   | Messico     | 1  | 4 | 0 | 4 | 2  | 12 | 0.166 | 258 | 336 | 0.767 |

#### Girone C

##### Risultati
| 18 agosto 2017 Estadio Newell's Old Boys, Rosario Durata: 1h:17 - Spettatori: 500   | Polonia  | 3 - 0 | Colombia   | 25-23, 25-7, 27-25                |
| 18 agosto 2017 Estadio Newell's Old Boys, Rosario Durata: 1h:18 - Spettatori: 300   | Serbia   | 3 - 0 | Thailandia | 25-16, 27-25, 25-6                |
| 19 agosto 2017 Estadio Newell's Old Boys, Rosario Durata: 1h:09 - Spettatori: 1 000 | Italia   | 3 - 0 | Serbia     | 25-15, 25-18, 25-18               |
| 19 agosto 2017 Estadio Newell's Old Boys, Rosario Durata: 1h:43 - Spettatori: 800   | Polonia  | 3 - 1 | Thailandia | 25-21, 23-25, 25-17, 25-11        |
| 20 agosto 2017 Estadio Newell's Old Boys, Rosario Durata: 1h:59 - Spettatori: 3 000 | Italia   | 3 - 2 | Polonia    | 22-25, 25-16, 25-20, 23-25, 15-12 |
| 20 agosto 2017 Estadio Newell's Old Boys, Rosario Durata: 1h:17 - Spettatori: 200   | Colombia | 3 - 0 | Thailandia | 25-14, 25-17, 25-22               |
| 21 agosto 2017 Estadio Newell's Old Boys, Rosario Durata: 1h:28 - Spettatori: 3 000 | Serbia   | 0 - 3 | Polonia    | 27-29, 22-25, 23-25               |
| 21 agosto 2017 Estadio Newell's Old Boys, Rosario Durata: 1h:16 - Spettatori: 3 500 | Italia   | 3 - 0 | Colombia   | 25-19, 25-19, 26-24               |
| 22 agosto 2017 Estadio Newell's Old Boys, Rosario Durata: 1h:36 - Spettatori: 800   | Serbia   | 3 - 1 | Colombia   | 25-18, 12-25, 25-20, 25-22        |
| 22 agosto 2017 Estadio Newell's Old Boys, Rosario Durata: 1h:03 - Spettatori: 1 000 | Italia   | 3 - 0 | Thailandia | 25-10, 25-12, 25-17               |

##### Classifica
| Pos | Squadra    | Pt | G | V | P | SV | SP | Ratio | PF  | PS  | Ratio |
| --- | ---------- | -- | - | - | - | -- | -- | ----- | --- | --- | ----- |
| 1   | Italia     | 11 | 4 | 4 | 0 | 12 | 2  | 6.000 | 336 | 250 | 1.344 |
| 2   | Polonia    | 10 | 4 | 3 | 1 | 11 | 4  | 2.750 | 352 | 311 | 1.131 |
| 3   | Serbia     | 6  | 4 | 2 | 2 | 6  | 7  | 0.857 | 287 | 286 | 1.003 |
| 4   | Colombia   | 3  | 4 | 1 | 3 | 4  | 9  | 0.444 | 277 | 293 | 0.945 |
| 5   | Thailandia | 0  | 4 | 0 | 4 | 1  | 12 | 0.083 | 213 | 325 | 0.655 |

#### Girone D

##### Risultati
| 18 agosto 2017 Estadio Newell's Old Boys, Rosario Durata: 1h:27 - Spettatori: 500 | Giappone | 3 - 0 | Perù            | 25-23, 26-24, 25-18        |
| 18 agosto 2017 Estadio Newell's Old Boys, Rosario Durata: 1h:29 - Spettatori: 430 | Turchia  | 3 - 1 | Rep. Dominicana | 25-21, 18-25, 25-16, 25-14 |
| 19 agosto 2017 Estadio Newell's Old Boys, Rosario Durata: 1h:04 - Spettatori: 350 | Cina     | 0 - 3 | Turchia         | 22-25, 8-25, 5-25          |
| 19 agosto 2017 Estadio Newell's Old Boys, Rosario Durata: 1h:08 - Spettatori: 150 | Giappone | 3 - 0 | Rep. Dominicana | 25-20, 25-8, 25-19         |
| 20 agosto 2017 Estadio Newell's Old Boys, Rosario Durata: 1h:42 - Spettatori: 300 | Perù     | 1 - 3 | Rep. Dominicana | 18-25, 25-16, 22-25, 23-25 |
| 20 agosto 2017 Estadio Newell's Old Boys, Rosario Durata: 1h:04 - Spettatori: 300 | Cina     | 0 - 3 | Giappone        | 13-25, 11-25, 16-25        |
| 21 agosto 2017 Estadio Newell's Old Boys, Rosario Durata: 1h:53 - Spettatori: 300 | Turchia  | 3 - 1 | Giappone        | 25-20, 25-23, 21-25, 30-28 |
| 21 agosto 2017 Estadio Newell's Old Boys, Rosario Durata: 1h:53 - Spettatori: 300 | Cina     | 1 - 3 | Perù            | 17-25, 25-22, 18-25, 18-25 |
| 22 agosto 2017 Estadio Newell's Old Boys, Rosario Durata: 1h:07 - Spettatori: 150 | Cina     | 0 - 3 | Rep. Dominicana | 13-25, 11-25, 21-25        |
| 22 agosto 2017 Estadio Newell's Old Boys, Rosario Durata: 1h:14 - Spettatori: 200 | Turchia  | 3 - 0 | Perù            | 25-20, 25-17, 25-19        |

##### Classifica
| Pos | Squadra         | Pt | G | V | P | SV | SP | Ratio | PF  | PS  | Ratio |
| --- | --------------- | -- | - | - | - | -- | -- | ----- | --- | --- | ----- |
| 1   | Turchia         | 12 | 4 | 4 | 0 | 12 | 2  | 6.000 | 344 | 263 | 1.307 |
| 2   | Giappone        | 9  | 4 | 3 | 1 | 10 | 3  | 3.333 | 322 | 253 | 1.272 |
| 3   | Rep. Dominicana | 6  | 4 | 2 | 2 | 7  | 7  | 1.000 | 289 | 301 | 0.960 |
| 4   | Perù            | 3  | 4 | 1 | 3 | 4  | 10 | 0.400 | 306 | 320 | 0.956 |
| 5   | Cina            | 0  | 4 | 0 | 4 | 1  | 12 | 0.083 | 198 | 322 | 0.614 |

### Finali 1º e 3º posto
|  | Ottavi di finale | Ottavi di finale |                 |   | Quarti di finale          | Quarti di finale          |  |  | Semifinali | Semifinali |  |  | Finale | Finale |
|  |                  |                  |                 |   |                           |                           |  |  |            |            |  |  |        |        |
|  |                  |                  |                 |   |                           |                           |  |  |            |            |  |  |        |        |
|  |                  |                  |                 |   |                           |                           |  |  |            |            |  |  |        |        |
|  | Russia           | 3                |                 |   |                           |                           |  |  |            |            |  |  |        |        |
|  | Russia           | 3                |                 |   |                           |                           |  |  |            |            |  |  |        |        |
|  | Corea del Sud    | 1                |                 |   |                           |                           |  |  |            |            |  |  |        |        |
|  | Corea del Sud    | 1                | Russia          | 3 |                           |                           |  |  |            |            |  |  |        |        |
|  |                  |                  | Russia          | 3 |                           |                           |  |  |            |            |  |  |        |        |
|  |                  | Giappone         | 0               |   |                           |                           |  |  |            |            |  |  |        |        |
|  | Giappone         | Giappone         | 0               | 3 |                           |                           |  |  |            |            |  |  |        |        |
|  | Giappone         |                  |                 | 3 |                           |                           |  |  |            |            |  |  |        |        |
|  | Serbia           | 2                |                 |   |                           |                           |  |  |            |            |  |  |        |        |
|  | Serbia           | 2                | Russia          | 0 |                           |                           |  |  |            |            |  |  |        |        |
|  |                  |                  | Russia          | 0 |                           |                           |  |  |            |            |  |  |        |        |
|  |                  | Rep. Dominicana  | 3               |   |                           |                           |  |  |            |            |  |  |        |        |
|  | Argentina        | Rep. Dominicana  | 3               | 3 |                           |                           |  |  |            |            |  |  |        |        |
|  | Argentina        |                  |                 | 3 |                           |                           |  |  |            |            |  |  |        |        |
|  | Brasile          | 1                |                 |   |                           |                           |  |  |            |            |  |  |        |        |
|  | Brasile          | 1                | Argentina       | 0 |                           |                           |  |  |            |            |  |  |        |        |
|  |                  |                  | Argentina       | 0 |                           |                           |  |  |            |            |  |  |        |        |
|  |                  | Rep. Dominicana  | 3               |   |                           |                           |  |  |            |            |  |  |        |        |
|  | Polonia          | Rep. Dominicana  | 3               | 2 |                           |                           |  |  |            |            |  |  |        |        |
|  | Polonia          |                  |                 | 2 |                           |                           |  |  |            |            |  |  |        |        |
|  | Rep. Dominicana  | 3                |                 |   |                           |                           |  |  |            |            |  |  |        |        |
|  | Rep. Dominicana  | 3                | Rep. Dominicana | 1 |                           |                           |  |  |            |            |  |  |        |        |
|  |                  |                  | Rep. Dominicana | 1 |                           |                           |  |  |            |            |  |  |        |        |
|  |                  | Italia           | 3               |   |                           |                           |  |  |            |            |  |  |        |        |
|  | Italia           | Italia           | 3               | 3 |                           |                           |  |  |            |            |  |  |        |        |
|  | Italia           |                  |                 | 3 |                           |                           |  |  |            |            |  |  |        |        |
|  | Perù             | 0                |                 |   |                           |                           |  |  |            |            |  |  |        |        |
|  | Perù             | 0                | Italia          | 3 |                           |                           |  |  |            |            |  |  |        |        |
|  |                  |                  | Italia          | 3 |                           |                           |  |  |            |            |  |  |        |        |
|  |                  | Stati Uniti      | 0               |   |                           |                           |  |  |            |            |  |  |        |        |
|  | Slovenia         | Stati Uniti      | 0               | 0 |                           |                           |  |  |            |            |  |  |        |        |
|  | Slovenia         |                  |                 | 0 |                           |                           |  |  |            |            |  |  |        |        |
|  | Stati Uniti      | 3                |                 |   |                           |                           |  |  |            |            |  |  |        |        |
|  | Stati Uniti      | 3                | Italia          | 3 |                           |                           |  |  |            |            |  |  |        |        |
|  |                  |                  | Italia          | 3 |                           |                           |  |  |            |            |  |  |        |        |
|  |                  | Turchia          | 1               |   | Finale per il terzo posto | Finale per il terzo posto |  |  |            |            |  |  |        |        |
|  | Turchia          | Turchia          | 1               | 3 | Finale per il terzo posto | Finale per il terzo posto |  |  |            |            |  |  |        |        |
|  | Turchia          |                  |                 | 3 |                           |                           |  |  |            |            |  |  |        |        |
|  | Colombia         | 0                |                 |   |                           |                           |  |  |            |            |  |  |        |        |
|  | Colombia         | 0                | Turchia         | 3 | Russia                    | 3                         |  |  |            |            |  |  |        |        |
|  |                  |                  | Turchia         | 3 | Russia                    | 3                         |  |  |            |            |  |  |        |        |
|  |                  | Germania         | 0               |   | Turchia                   | 1                         |  |  |            |            |  |  |        |        |
|  | Bielorussia      | Germania         | 0               | 2 | Turchia                   | 1                         |  |  |            |            |  |  |        |        |
|  | Bielorussia      |                  |                 | 2 |                           |                           |  |  |            |            |  |  |        |        |
|  | Germania         | 3                |                 |   |                           |                           |  |  |            |            |  |  |        |        |
|  | Germania         | 3                |                 |   |                           |                           |  |  |            |            |  |  |        |        |

#### Ottavi di finale
| 23 agosto 2017 Estadio Newell's Old Boys, Rosario Durata: 1h:37 - Spettatori: 150   | Russia      | 3 - 1 | Corea del Sud   | 25-17, 25-16, 18-25, 25-18        |
| 23 agosto 2017 Estadio Newell's Old Boys, Rosario Durata: 2h:07 - Spettatori: 300   | Giappone    | 3 - 2 | Serbia          | 25-21, 25-18, 26-28, 19-25, 17-15 |
| 23 agosto 2017 Estadio Newell's Old Boys, Rosario Durata: 2h:05 - Spettatori: 700   | Bielorussia | 2 - 3 | Germania        | 25-20, 22-25, 18-25, 25-16, 10-15 |
| 23 agosto 2017 Estadio Newell's Old Boys, Rosario Durata: 1h:06 - Spettatori: 500   | Turchia     | 3 - 0 | Colombia        | 25-14, 25-13, 25-19               |
| 23 agosto 2017 Estadio Newell's Old Boys, Rosario Durata: 1h:08 - Spettatori: 3 500 | Slovenia    | 0 - 3 | Stati Uniti     | 21-25, 18-25, 22-25               |
| 23 agosto 2017 Estadio Newell's Old Boys, Rosario Durata: 1h:07 - Spettatori: 1 500 | Italia      | 3 - 0 | Perù            | 25-20, 25-13, 25-13               |
| 23 agosto 2017 Estadio Newell's Old Boys, Rosario Durata: 2h:01 - Spettatori: 3 500 | Argentina   | 3 - 1 | Brasile         | 22-25, 25-23, 25-17, 25-18        |
| 23 agosto 2017 Estadio Newell's Old Boys, Rosario Durata: 1h:55 - Spettatori: 2 000 | Polonia     | 2 - 3 | Rep. Dominicana | 21-25, 22-25, 25-15, 25-20, 14-16 |

#### Quarti di finale
| 25 agosto 2017 Estadio Newell's Old Boys, Rosario Durata: 1h:11 - Spettatori: 6 500 | Argentina   | 0 - 3 | Rep. Dominicana | 21-25, 17-25, 18-25 |
| 25 agosto 2017 Estadio Newell's Old Boys, Rosario Durata: 0h:59 - Spettatori: 2 500 | Stati Uniti | 0 - 3 | Italia          | 7-25, 16-25, 15-25  |
| 25 agosto 2017 Estadio Newell's Old Boys, Rosario Durata: 1h:19 - Spettatori: 3 000 | Germania    | 0 - 3 | Turchia         | 20-25, 8-25, 28-30  |
| 25 agosto 2017 Estadio Newell's Old Boys, Rosario Durata: 1h:23 - Spettatori: 6 000 | Russia      | 3 - 0 | Giappone        | 25-22, 25-17, 32-30 |

#### Semifinali
| 26 agosto 2017 Estadio Newell's Old Boys, Rosario Durata: 1h:56 - Spettatori: 6 000 | Italia          | 3 - 1 | Turchia | 25-20, 25-22, 27-29, 26-24 |
| 26 agosto 2017 Estadio Newell's Old Boys, Rosario Durata: 1h:23 - Spettatori: 2 000 | Rep. Dominicana | 3 - 0 | Russia  | 25-17, 28-26, 25-21        |

#### Finale 3º posto
| 27 agosto 2017 Estadio Newell's Old Boys, Rosario Durata: 1h:54 - Spettatori: 5 000 | Turchia | 1 - 3 | Russia | 21-25, 21-25, 25-16, 15-25 |

#### Finale
| 27 agosto 2017 Estadio Newell's Old Boys, Rosario Durata: 1h:37 - Spettatori: 8 000 | Italia | 3 - 1 | Rep. Dominicana | 25-23, 19-25, 25-12, 25-20 |

### Finali 5º e 7º posto
|  | Semifinali  | Semifinali  | Semifinali |          |          | Finale 5º/6º posto | Finale 5º/6º posto | Finale 5º/6º posto |  |
|  |             |             |            |          |          |                    |                    |                    |  |
|  | Stati Uniti | Stati Uniti | 1          |          |          |                    |                    |                    |  |
|  | Stati Uniti | Stati Uniti | 1          |          |          |                    |                    |                    |  |
|  | Germania    | Germania    | 3          |          |          |                    |                    |                    |  |
|  | Germania    | Germania    | 3          |          | Giappone | Giappone           | 0                  |                    |  |
|  |             |             |            |          | Giappone | Giappone           | 0                  |                    |  |
|  |             |             | Germania   | Germania | 3        |                    |                    |                    |  |
|  | Argentina   | Argentina   | Germania   | Germania | 3        | 0                  |                    |                    |  |
|  | Argentina   | Argentina   |            |          |          | 0                  |                    |                    |  |
|  | Giappone    | Giappone    | 3          |          |          | Finale 7º/8º posto | Finale 7º/8º posto | Finale 7º/8º posto |  |
|  | Giappone    | Giappone    | 3          |          |          |                    |                    |                    |  |
|  |             |             |            |          |          |                    |                    |                    |  |
|  |             |             |            |          |          | Stati Uniti        | Stati Uniti        | 1                  |  |
|  |             |             |            |          |          | Stati Uniti        | Stati Uniti        | 1                  |  |
|  |             |             |            |          |          | Argentina          | Argentina          | 3                  |  |

#### Semifinali
| 26 agosto 2017 Estadio Newell's Old Boys, Rosario Durata: 1h:36 - Spettatori: 3 000 | Stati Uniti | 1 - 3 | Germania | 25-20, 22-25, 17-25, 17-25 |
| 26 agosto 2017 Estadio Newell's Old Boys, Rosario Durata: 1h:08 - Spettatori: 5 000 | Argentina   | 0 - 3 | Giappone | 18-25, 19-25, 17-25        |

#### Finale 7º posto
| 27 agosto 2017 Estadio Newell's Old Boys, Rosario Durata: 1h:50 - Spettatori: 2 500 | Stati Uniti | 1 - 3 | Argentina | 17-25, 19-25, 25-19, 28-30 |

#### Finale 5º posto
| 27 agosto 2017 Estadio Newell's Old Boys, Rosario Durata: 1h:12 - Spettatori: 300 | Germania | 0 - 3 | Giappone | 22-25, 10-25, 21-25 |

### Finali 9º e 11º posto
|  | Quarti di finale | Quarti di finale |               |               | Semifinali           | Semifinali           |  |  | Finale 9º/10º posto | Finale 9º/10º posto |
|  |                  |                  |               |               |                      |                      |  |  |                     |                     |
|  |                  |                  |               |               |                      |                      |  |  |                     |                     |
|  |                  |                  |               |               |                      |                      |  |  |                     |                     |
|  | Slovenia         | 1                |               |               |                      |                      |  |  |                     |                     |
|  | Slovenia         | 1                |               |               |                      |                      |  |  |                     |                     |
|  | Perù             | 3                |               |               |                      |                      |  |  |                     |                     |
|  | Perù             | 3                | Perù          | 0             |                      |                      |  |  |                     |                     |
|  |                  |                  | Perù          | 0             |                      |                      |  |  |                     |                     |
|  |                  | Bielorussia      | 3             |               |                      |                      |  |  |                     |                     |
|  | Bielorussia      | Bielorussia      | 3             | 3             |                      |                      |  |  |                     |                     |
|  | Bielorussia      |                  |               | 3             |                      |                      |  |  |                     |                     |
|  | Colombia         | 0                |               |               |                      |                      |  |  |                     |                     |
|  | Colombia         | 0                | Bielorussia   | 3             |                      |                      |  |  |                     |                     |
|  |                  |                  | Bielorussia   | 3             |                      |                      |  |  |                     |                     |
|  |                  | Brasile          | 1             |               |                      |                      |  |  |                     |                     |
|  | Corea del Sud    | Brasile          | 1             | 3             |                      |                      |  |  |                     |                     |
|  | Corea del Sud    |                  |               | 3             |                      |                      |  |  |                     |                     |
|  | Serbia           | 1                |               |               |                      |                      |  |  |                     |                     |
|  | Serbia           | 1                | Corea del Sud | 0             | Finale 11º/12º posto | Finale 11º/12º posto |  |  |                     |                     |
|  |                  |                  | Corea del Sud | 0             | Finale 11º/12º posto | Finale 11º/12º posto |  |  |                     |                     |
|  |                  | Brasile          | 3             |               |                      |                      |  |  |                     |                     |
|  | Brasile          | Brasile          | 3             | 3             | Perù                 | 1                    |  |  |                     |                     |
|  | Brasile          |                  |               | 3             | Perù                 | 1                    |  |  |                     |                     |
|  | Polonia          | 1                |               | Corea del Sud | 3                    |                      |  |  |                     |                     |
|  | Polonia          | 1                |               |               | 3                    |                      |  |  |                     |                     |
|  |                  |                  |               |               |                      |                      |  |  |                     |                     |
|  |                  |                  |               |               |                      |                      |  |  |                     |                     |

#### Quarti di finale
| 25 agosto 2017 Estadio Ángel Malvicino, Santa Fe Durata: - Spettatori: | Brasile       | 3 - 1 | Polonia  | 21-25, 25-18, 25-16, 25-17 |
| 25 agosto 2017 Estadio Ángel Malvicino, Santa Fe Durata: - Spettatori: | Slovenia      | 1 - 3 | Perù     | 20-25, 25-19, 22-25, 17-25 |
| 25 agosto 2017 Estadio Ángel Malvicino, Santa Fe Durata: - Spettatori: | Bielorussia   | 3 - 0 | Colombia | 25-16, 25-19, 25-21        |
| 25 agosto 2017 Estadio Ángel Malvicino, Santa Fe Durata: - Spettatori: | Corea del Sud | 3 - 1 | Serbia   | 25-17, 23-25, 25-14, 25-23 |

#### Semifinali
| 26 agosto 2017 Estadio Ángel Malvicino, Santa Fe Durata: 1h:24 - Spettatori: 150 | Perù    | 0 - 3 | Bielorussia   | 18-25, 17-25, 23-25 |
| 26 agosto 2017 Estadio Ángel Malvicino, Santa Fe Durata: 1h:06 - Spettatori: 100 | Brasile | 3 - 0 | Corea del Sud | 25-13, 25-13, 25-15 |

#### Finale 11º posto
| 27 agosto 2017 Estadio Ángel Malvicino, Santa Fe Durata: 1h:53 - Spettatori: 100 | Perù | 1 - 3 | Corea del Sud | 22-25, 20-25, 27-25, 16-25 |

#### Finale 9º posto
| 27 agosto 2017 Estadio Ángel Malvicino, Santa Fe Durata: 1h:55 - Spettatori: 250 | Bielorussia | 3 - 1 | Brasile | 25-23, 25-21, 20-25, 25-23 |

### Finali 13º e 15º posto
|  | Semifinali | Semifinali | Semifinali |          |        | Finale 13º/14º posto | Finale 13º/14º posto | Finale 13º/14º posto |  |
|  |            |            |            |          |        |                      |                      |                      |  |
|  | Polonia    | Polonia    | 1          |          |        |                      |                      |                      |  |
|  | Polonia    | Polonia    | 1          |          |        |                      |                      |                      |  |
|  | Serbia     | Serbia     | 3          |          |        |                      |                      |                      |  |
|  | Serbia     | Serbia     | 3          |          | Serbia | Serbia               | 3                    |                      |  |
|  |            |            |            |          | Serbia | Serbia               | 3                    |                      |  |
|  |            |            | Colombia   | Colombia | 0      |                      |                      |                      |  |
|  | Slovenia   | Slovenia   | Colombia   | Colombia | 0      | 2                    |                      |                      |  |
|  | Slovenia   | Slovenia   |            |          |        | 2                    |                      |                      |  |
|  | Colombia   | Colombia   | 3          |          |        | Finale 15º/16º posto | Finale 15º/16º posto | Finale 15º/16º posto |  |
|  | Colombia   | Colombia   | 3          |          |        |                      |                      |                      |  |
|  |            |            |            |          |        |                      |                      |                      |  |
|  |            |            |            |          |        | Polonia              | Polonia              | 2                    |  |
|  |            |            |            |          |        | Polonia              | Polonia              | 2                    |  |
|  |            |            |            |          |        | Slovenia             | Slovenia             | 3                    |  |

#### Semifinali
| 26 agosto 2017 Estadio Ángel Malvicino, Santa Fe Durata: 2h:03 - Spettatori: 100 | Slovenia | 2 - 3 | Colombia | 25-22, 16-25, 25-18, 16-25, 10-15 |
| 26 agosto 2017 Estadio Ángel Malvicino, Santa Fe Durata: 1h:35 - Spettatori: 150 | Polonia  | 1 - 3 | Serbia   | 24-26, 25-23, 16-25, 12-25        |

#### Finale 15º posto
| 27 agosto 2017 Estadio Ángel Malvicino, Santa Fe Durata: 1h:43 - Spettatori: 50 | Polonia | 2 - 3 | Slovenia | 25-16, 25-22, 13-25, 19-25, 12-15 |

#### Finale 13º posto
| 27 agosto 2017 Estadio Ángel Malvicino, Santa Fe Durata: 1h:13 - Spettatori: 100 | Serbia | 3 - 0 | Colombia | 25-18, 25-18, 25-21 |

### Girone 17º posto

#### Risultati
| 23 agosto 2017 Estadio Newell's Old Boys, Rosario Durata: 1h:32 - Spettatori: 100 | Cuba       | 1 - 3 | Messico    | 15-25, 25-16, 17-25, 16-25        |
| 23 agosto 2017 Estadio Newell's Old Boys, Rosario Durata: 1h:19 - Spettatori: 300 | Thailandia | 3 - 0 | Cina       | 25-22, 25-17, 25-23               |
| 25 agosto 2017 Estadio Newell's Old Boys, Rosario Durata: 1h:33 - Spettatori: 200 | Cuba       | 0 - 3 | Cina       | 23-25, 23-25, 27-29               |
| 25 agosto 2017 Estadio Newell's Old Boys, Rosario Durata: 1h:21 - Spettatori: 200 | Messico    | 0 - 3 | Thailandia | 23-25, 20-25, 19-25               |
| 26 agosto 2017 Estadio Newell's Old Boys, Rosario Durata: 2h:03 - Spettatori: 150 | Messico    | 3 - 2 | Cina       | 25-22, 21-25, 25-13, 21-25, 15-13 |
| 26 agosto 2017 Estadio Newell's Old Boys, Rosario Durata: 1h:55 - Spettatori: 150 | Cuba       | 3 - 2 | Thailandia | 25-20, 23-25, 18-25, 25-16, 16-14 |

#### Classifica
| Pos | Squadra    | Pt | G | V | P | SV | SP | Ratio | PF  | PS  | Ratio |
| --- | ---------- | -- | - | - | - | -- | -- | ----- | --- | --- | ----- |
| 1   | Thailandia | 7  | 3 | 2 | 1 | 8  | 3  | 2.666 | 250 | 231 | 1.082 |
| 2   | Messico    | 5  | 3 | 2 | 1 | 6  | 6  | 1.000 | 260 | 246 | 1.056 |
| 3   | Cina       | 4  | 3 | 1 | 2 | 5  | 6  | 0.833 | 239 | 255 | 0.937 |
| 4   | Cuba       | 2  | 3 | 1 | 2 | 4  | 8  | 0.500 | 253 | 270 | 0.937 |

## Podio

### Campione
Formazione: 1 Enweonwu, 2 Battista, 5 Lubian, 6 Fahr, 9 Kone, 12 Pietrini, 13 Populini, 14 Panetoni, 16 Scola, 17 Tanase, 18 Morello, 21 Peruzzo, CT: Mencarelli

### Secondo posto
Formazione: 1 Asencio, 3 Lalane, 4 Féliz, 5 Y. Rodríguez, 6 Yosil, 7 R. Rodríguez, 8 Martínez, 9 Guillén, 11 González, 13 Heredia, 14 Jiménez, 16 de la Rosa, CT: Ceccato

### Terzo posto
Formazione: 1 Šepeleva, 2 Kadočkina, 3 Borisova, 4 Šemanova, 5 Pušina, 7 Zvereva, 10 Rasputnaja, 11 Brovkina, 12 Soboleva, 15 Ševčuk, 17 Nikašova, 18 Jakušina, CT: Karikov

## Classifica finale
| Pos     | Squadra         |
| ------- | --------------- |
| Oro     | Italia          |
| Argento | Rep. Dominicana |
| Bronzo  | Russia          |
| 4       | Turchia         |
| 5       | Giappone        |
| 6       | Germania        |
| 7       | Argentina       |
| 8       | Stati Uniti     |
| 9       | Bielorussia     |
| 10      | Brasile         |
| 11      | Corea del Sud   |
| 12      | Perù            |
| 13      | Serbia          |
| 14      | Colombia        |
| 15      | Slovenia        |
| 16      | Polonia         |
| 17      | Thailandia      |
| 18      | Messico         |
| 19      | Cina            |
| 20      | Cuba            |

## Premi individuali
| Premio                 | Nome               | Squadra         |
| ---------------------- | ------------------ | --------------- |
| MVP                    | Elena Pietrini     | Italia          |
| Miglior palleggiatrice | Rachele Morello    | Italia          |
| Miglior opposto        | Terry Enweonwu     | Italia          |
| Miglior schiacciatrice | Madeline Guillén   | Rep. Dominicana |
| Miglior schiacciatrice | Ebrar Karakurt     | Turchia         |
| Miglior centrale       | Viktorija Pušina   | Russia          |
| Miglior centrale       | Sarah Fahr         | Italia          |
| Miglior libero         | Yaneirys Rodríguez | Rep. Dominicana |